# Бернекур
Бернекур (фр. Bernécourt) насеље је и општина у североисточној Француској у региону Лорена, у департману Мерт и Мозел која припада префектури Тул.
По подацима из 2011. године у општини је живело 174 становника, а густина насељености је износила 18,55 становника/km². Општина се простире на површини од 9,38 km². Налази се на средњој надморској висини од 249 метара (максималној 295 m, а минималној 240 m).

## Демографија
| 1962. | 1968. | 1975. | 1982. | 1990. | 1999. | 2011. |
| ----- | ----- | ----- | ----- | ----- | ----- | ----- |
| 148   | 190   | 155   | 177   | 187   | 181   | 174   |

График промене броја становника у току последњих година